# Cerro Pared Norte
Cerro Pared Norte är ett berg i Chile.   Det ligger i provinsen Provincia Capitán Prat och regionen Región de Aisén, i den södra delen av landet, 1 600 km söder om huvudstaden Santiago de Chile. Toppen på Cerro Pared Norte är 3 005 meter över havet, eller 1 009 meter över den omgivande terrängen. Bredden vid basen är 15,5 km.
Terrängen runt Cerro Pared Norte är huvudsakligen bergig, men västerut är den kuperad. Trakten runt Cerro Pared Norte är nära nog obefolkad, med mindre än två invånare per kvadratkilometer.. Det finns inga samhällen i närheten.
Trakten runt Cerro Pared Norte består i huvudsak av gräsmarker.